# Nombre de Goucher
Le nombre de Goucher {\displaystyle (\mathrm {Go} )} est un nombre sans dimension utilisé en mécanique des fluides pour traiter des problèmes de capillarité. Il représente le rapport entre les forces gravitationnelles et la tension de surface,. Ce nombre est principalement utilisé pour déterminer les conditions opératoires nécessaires lors de l'enrobage ou le revêtement d'un tube/fil avec un liquide.
Ce nombre porte le nom de Frederick Shand Goucher, physicien canadien.
On le définit de la manière suivante :
{\displaystyle \mathrm {Go} =R\left({\frac {\rho g}{2\sigma }}\right)^{1/2}={\sqrt {\frac {\mathrm {Bo} }{2}}}}
avec :
- ρ - masse volumique
- g - constante gravitationnelle
- σ - tension superficielle
- R - rayon du tube ou du fil
- Bo - nombre de Bond